# 무여륜비적미려
《무여륜비적미려》(無與倫比的美麗)는 2023년 방송되었던 중국의 드라마이다.

## 줄거리
- 인터넷 비즈니스 창업자 쉬야오는 성공의 서광을 맞은 후 이직해 새로운 생활을 시작하려는 전처 위쟈언과 한 프로젝트의 협력관계로 다시 만나게 된다 이후 두 사람은 서로 도우며 열심히 일을 해 나가고 위쟈언의 룸메이트이지 상사인 장칭 쉬야오의 친구이자 동업자인 하오천스 쉬야오의 사촌동생 리넨환 등의 사업과 감정적인 방면등에 얽히며 점차 가까워지고 다시 사랑을 하게 된다

## 등장 인물
- 천샤오 - 쉬야오 역
- 구리나자 - 위쟈언 역
- 류암 (柳巖) - 장칭 역
- 진소운 - 리넨환 역
- 조달 (趙達) - 하오천스 역
- 진동양 (陳東陽) - 자오앙 역
- 엽청 (葉青) - 쑤이 역
- 한우진 (韓宇辰) - 쉬원송 역
- 위안원캉 - 리우즈지에 역